# 2018年亞洲再保證倡議法
《2018年亞洲再保證倡議法》（英語：Asia Reassurance Initiative Act of 2018），簡稱《亞洲再保證倡議法》，又譯《亞洲再保障倡議法》，是一部美國法律，法案的參議院版本及眾議院版本分別於2018年4月及9月被提出，於2018年12月獲得國會參眾兩院通過，並由總統唐納·川普於2018年12月31日簽署生效。該法旨在制定美國在印太地區的長期戰略願景，並強化美國在該地區的領導地位。

## 歷史

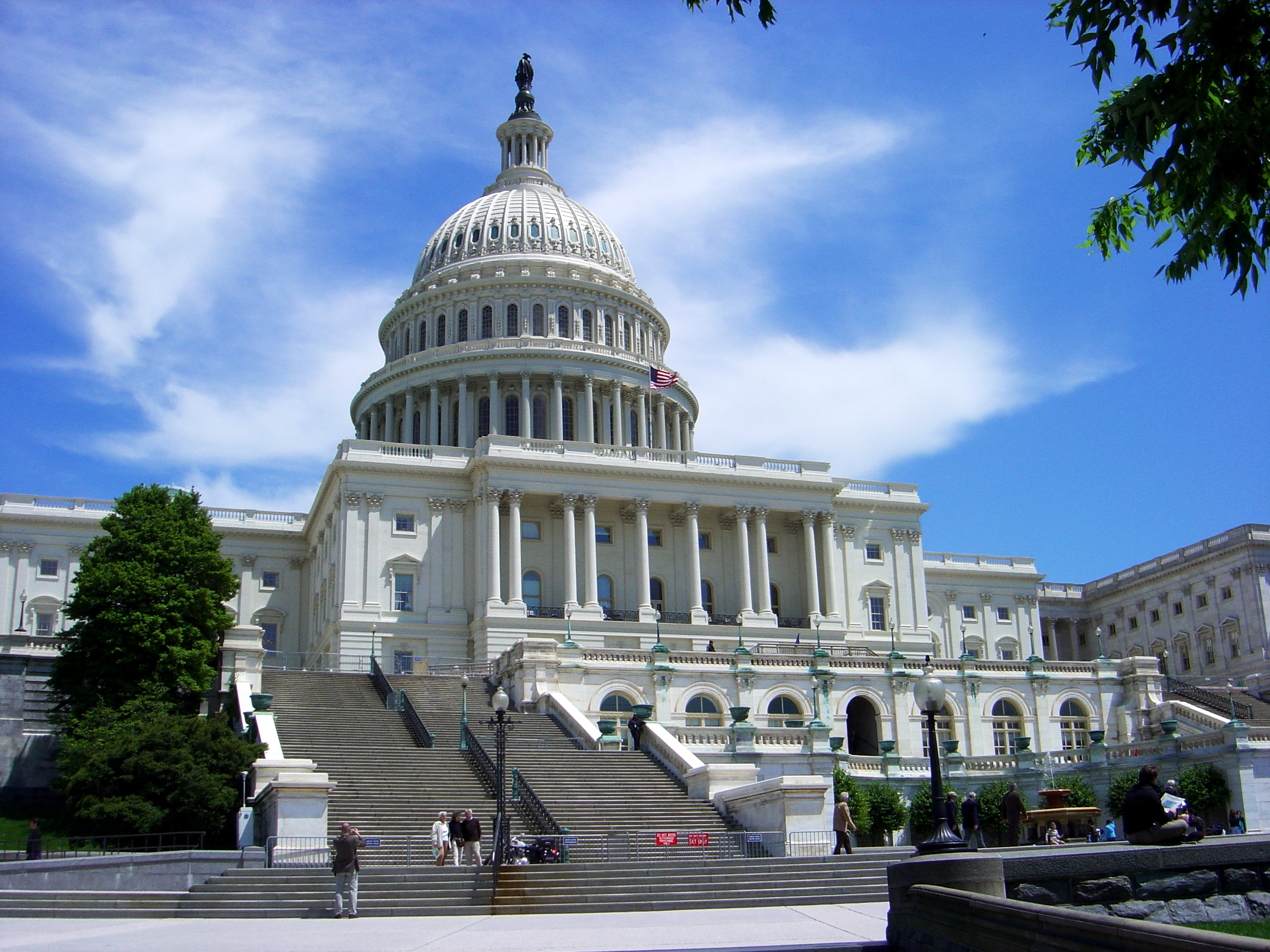
美国国会大厦。

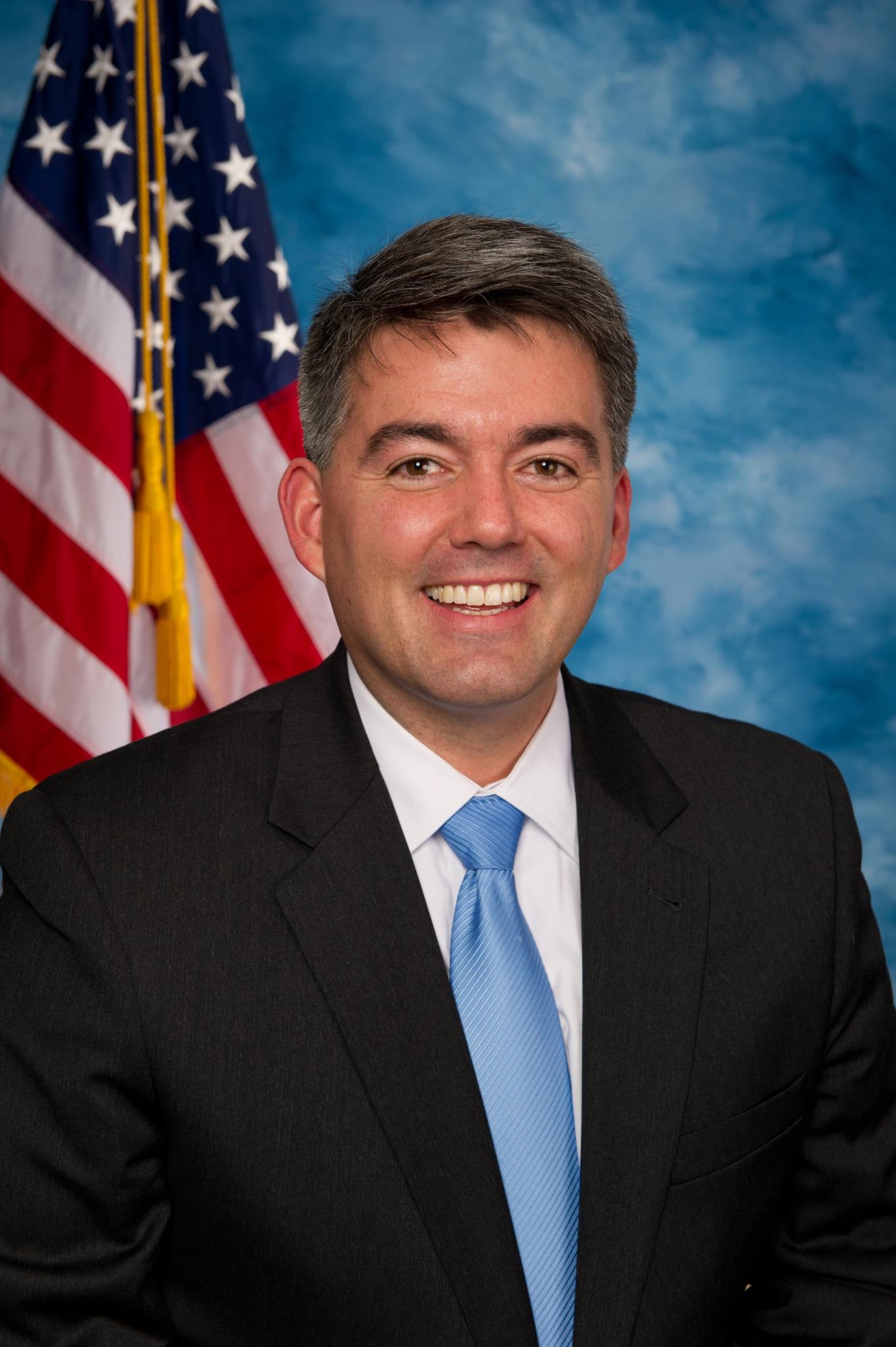
《2018年亞洲再保證倡議法》由美國聯邦參議員柯瑞·賈德納領銜提案。

《亞洲再保證倡議法》的提出最早於2017年開始醞釀，在美國聯邦參議員柯瑞·賈德納等人領銜於2018年4月24日共同提出（S.2736）前，即有多場關於該法的聽證會進行。該法案的內容主要為制定美國於印太地區的長期戰略願景，並維護美國在該地區的國家利益；賈德納主張，該法案能夠將美國利益置於優先，向美國盟友提出再保證、威懾美國的對手，以確保美國在該地區的領導地位。聯邦眾議員凱文·麥卡錫則跟進於2018年9月25日提出眾議院版本法案（H.R.6888）。
而後，接續美國參議院外交委員會於2018年9月26日的通過，參議院於2018年12月4日通過《亞洲再保證倡議法》法案（S.2736），法案便轉由眾議院審查；草案內容經過修改，眾議院則於2018年12月12日通過該法案。在參議院於2018年12月19日同意眾議院之修改後，法案於12月27日送交美國總統簽署，並由總統唐納·川普於2018年12月31日簽署生效。

## 內容
《亞洲再保證倡議法》旨在為美國制定於印太地區的長期戰略願景，強化美國在該地區的領導地位，並向區域夥伴與盟邦展現美國的決心，同時透過貿易方式幫助美國經濟發展。《亞洲再保證倡議法》要求為日本、大韓民國、澳洲及台灣等盟友提供再保證，並建議美國政府連續5年配置15億美元的預算發展與印太地區的關係。
針對美台關係部分，《亞洲再保證倡議法》第209條款重申支持美國與台灣間政治、經濟及安全的合作；依台灣關係法、中美三個聯合公報及六項保證實現美國對台灣的承諾；反對改變台海現狀，支持兩岸都能接受的和平解決方案；亦要求美國總統應定期對台軍售，並依台灣旅行法派遣高階官員訪問台灣。另在第205條款將台灣納入美國應肯定的夥伴交往之列。

## 迴響
中華民國總統蔡英文於2017年5月30日接見美國參議院議員柯瑞·賈德納訪問團時，針對賈德納提出《亞洲再保證倡議法》法案以強化美國對亞太盟友的安全承諾與合作的關係，表示感謝，並稱「希望未來台美可以進一步合作與深化夥伴關係。」在《亞洲再保證倡議法》於美國國會陸續通過後，中華民國總統府及中華民國外交部也多次表達感謝、支持與肯定的立場。中華人民共和國國務院台灣事務辦公室發言人馬曉光則於2018年12月12日的新闻发布会上，指出該法涉及台灣的內容嚴重違反了一個中國原則及中美三個聯合公報，因此表達堅決反對的態度。
而美國總統唐納·川普於2018年12月31日簽署法案後發出聲明指出，他認同國會在法案中關於台灣的部分對於維護美國安全與實力的目標，但相關法案涉及美國對外軍事與外交事務，川普政府認為這是美國總統作為三軍統帥專屬的憲政職權。中華人民共和國外交部發言人陸慷則於2019年1月2日表示該國對於美國執意簽署《亞洲再保證倡議法》表示強烈不滿及強烈反對，並向後者提出嚴正交涉；並引用中共中央總書記、中國國家主席習近平發言，要求美國不得實施該法中的與台灣有關內容。

## 相關議題
- 臺灣問題、臺海現狀
- 中華民國與美國關係（臺美關係）
  - 《中美共同防禦條約》
  - 《臺灣關係法》
  - 《臺灣旅行法》
  - 《臺灣保證法》
  - 《臺灣安全加強法案》
  - 《台灣友邦國際保護及加強倡議法》
  - 六項保證
  - 《國防授權法》
  - 美國在臺協會
  - 美國對臺軍售列表
- 中美關係
  - 《美中三個聯合公報》
  - 《美國－香港政策法》

## 外部連結
- S.2736 - Asia Reassurance Initiative Act of 2018（页面存档备份，存于）